# Sara Roosevelt
Sara Ann Delano Roosevelt (21. september 1854 – 7. september 1941) var ægtefælle til James Roosevelt og mor til præsident Franklin Delano Roosevelt, hendes eneste barn. 

## Barndom
Hun blev født på Delano-ejendommen i Newburgh, New York, af Warren Delano og Catherine Robbins Lyman. To af hendes 10 søskende døde som små. Tre andre søskende døde, da de var i 20'erne. Sara voksede op i velstand og luksus. Hendes far, Warren Delano, var en succesfuld forretningsmand, der skabte sig en formue ved at eksportere te. Familien boede i perioder i Fjernøsten, hvor han gjorde forretninger.
Sara Delano var i sin ungdom en høj (178 cm), slank og intelligent skønhed, der havde velhavende mænd som bejlere, mens hun var i sine tidlige 20'ere. 

## Ægteskab
Hun og hendes mand James optræder i folketællingen for 1900 som bosidende i Hyde Park Town, New York. James er 71 år gammel, og hun er opført som Sarah, 47 år gammel. Det fremgår, at de har været gift i 20 år. Franklin er 18 og går i skole. James' beskæftigelse er opgivet som landmand. Familiens ejendom kaldes Springwood, og familien har seks kvindelige tjenestefolk.
Franklin var hendes eneste barn, og hun var en ekstremt besiddende, styrende og manipulerende mor. Hens livsværk drejede sig om at passe Franklin. Da James var en ældre og fjern far (han var 54, da Franklin blev født), var Sara den dominerende indflydelse i Franklins tidlige år. Han fortalte senere venner, at han var bange for hende i hele hendes liv. Deres forhold viste sig imidlertid at være et af de mest intime og afgørende i Roosevelts liv.
Han blev uddannet hjemme under hendes overvågning. Hun sikrede sig, at Franklin voksede op i en atmosfære af privilegier. Han lærte at ride, skyde, ro og spille polo og tennis. Hyppige rejser til Europa betød, at han talte flydende tysk og fransk. Da Franklin rejste hjemmefra for at gå på Harvard University, flyttede Sara ind i nærheden. Hun styrede hans økonomi og så sig selv som den, der styrede Franklin i hele hans liv.  
Hun levede længe nok til at se sit eneste barn valgt til præsident tre gange, selv om hendes dominerende indstilling var yderst generende for hendes svigerdatter Eleanor Roosevelt.

## Hendes rolle efter valget af FDR
Sara fortsatte med at støtte sin søns karriere, og optrådte endda ved flere lejligheder som stedfortræder for førstedamen. Hun var altid parat til at sige noget positivt om sin søn, men forblev yderst beskyttende over for ham og hans familie. 

## Svigermor til Eleanor Roosevelt
Sara er også berømt (berygtet) som svigermor for Eleanor Roosevelt. Franklin blev forlovet til sin fjerne slægtning Eleanor, trods intens modstand fra Sara Delano Roosevelt, der var rædselsslagen over udsigten til at miste kontrollen over Franklin. De blev gift i marts 1905 og flyttede ind i et hus på Manhattan bygget til dem af Sara, som byggede et tilstødende hus til sig selv, hvilket Eleanor blev meget krænket over.

## Sara intervenerer for at redde FDR's ægteskab
I september 1918 opdagede Eleanor kompromitterende breve i Franklins bagage, som tydede på, at han havde en affære med Lucy Mercer. Eleanor blev både krænket og vred, og konfronterede ham med brevene og gav ham et ultimatum: hold op med at se Lucy eller lad dig skille. Sara hørte snart om krisen og greb afgørende ind. Hun argumenterede med, at en skilsmisse ville ødelægge Roosevelts politiske karriere og truede med at efterlade Franklin "uden en penny", hvis parret blev skilt. Da Sara understøttede Franklin finansielt, var dette en kraftig tilskyndelse til at opretholde ægteskabet.  

## Død
Sara Delano døde pludseligt den 7. september 1941, 230 dage efter at hendes søn var blevet taget i ed som præsident for tredje gang, og to uger inden hendes 87 års fødselsdag. Begravelsen blev holdt i den Episcopale kirke på Madison Avenue i New York City. Sara Delano Roosevelt Park i New York Citys Lower East Side blev indviet, mens hun levede, i 1934.